# Ralph Hall

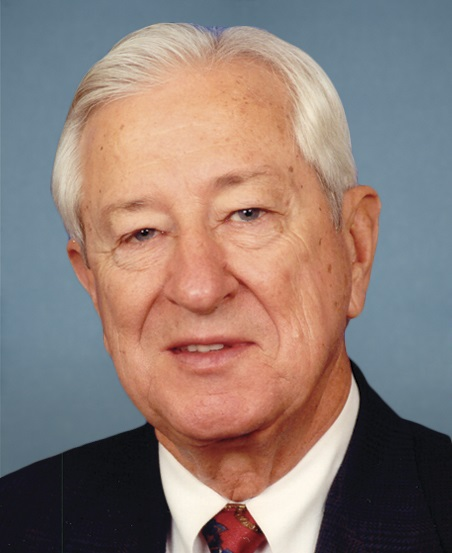
Ralph Hall

Ralph Moody Hall (* 3. Mai 1923 in Fate, Rockwall County, Texas; † 7. März 2019 in Rockwall, Rockwall County, Texas) war ein US-amerikanischer Politiker der Demokratischen Partei sowie seit 2004 der Republikanischen Partei. Er war von 1981 bis 2015 Mitglied des US-Repräsentantenhauses für Texas.

## Biografie
Nach dem Besuch der Rockwall High School studierte er erst an der Texas Christian University (TCU). Zwischenzeitlich leistete er von 1942 bis 1945 seinen Militärdienst in der US Navy. Danach studierte er 1946 bis 1947 an der University of Texas at Austin sowie im Anschluss Rechtswissenschaften an der Southern Methodist University (SMU) und beendete dieses Studium 1951 mit einem Bachelor of Laws (LL.B.). Bereits vor Abschluss des Studiums wurde er 1950 Richter am Bezirksgericht des Rockwall County und übte diese Funktion bis 1962 aus.
Seine politische Laufbahn begann er 1962 mit der Wahl zum Mitglied im Senat von Texas (Texas State Senate), dem er als Vertreter der Demokraten bis 1972 angehörte. Im Anschluss war er als Rechtsanwalt sowie als Geschäftsmann tätig.
1980 wurde er als Kandidat der Demokraten erstmals zum Mitglied im US-Repräsentantenhaus gewählt und vertrat dort nach 14 Wiederwahlen seit dem 3. Januar 1981 den 4. Kongresswahlbezirk von Texas. Am 5. Januar 2004 wechselte er von der Demokratischen zur Republikanischen Partei und war seitdem deren Vertreter im Repräsentantenhaus. Zuletzt war Hall nicht nur ranghöchstes Mitglied der republikanischen Minderheitsfraktion (Ranking Minority Member) und damit Oppositionsführer im Ausschuss für Wissenschaft und Technologie (Committee on Science and Technology), sondern auch Mitglied im Ausschuss für Energie und Handel (Committee on Energy and Commerce). Er war bei seinem Ausscheiden das älteste Mitglied des Repräsentantenhauses und des gesamten Kongresses.
Am 27. Mai 2014 unterlag Hall in der Stichwahl um die erneute Nominierung seiner Partei dem Juristen John Ratcliffe. Er war damit der erste republikanische Kongressabgeordnete aus Texas, dem die erneute Kandidatur in der Primary verwehrt wurde. Somit musste er am 3. Januar 2015 nach 34 Jahren aus dem Kongress ausscheiden. Sein Nachfolger wurde Ratcliffe, der keinen Gegenkandidaten bei der Wahl im November hatte.